# Telaranea fragilis
Telaranea fragilis là một loài Rêu trong họ Lepidoziaceae. Loài này được Mizut. mô tả khoa học đầu tiên năm 1976.